# ایواایچی فوجیوارا
ایواایچی فوجیوارا (انگلیسی: Iwaichi Fujiwara؛ ۱ مارس ۱۹۰۸ – ۲۴ فوریهٔ ۱۹۸۶) افسر نیروی زمینی امپراتوری ژاپن در جنگ جهانی دوم بود.